# Джо Скаллі
Джозеф Майкл Скаллі (англ. Joseph Michael Scally, нар. 31 грудня 2002, Лейк-Гроув, США) — американський футболіст, захисник німецького клубу «Боруссія» (Менхенгладбах).
Виступав, зокрема, за клуб «Нью-Йорк Сіті», а також національну збірну США.

## Клубна кар'єра
Народився 31 грудня 2002 року в місті Лейк-Гроув. Вихованець футбольної школи клубу «Нью-Йорк Сіті». Дорослу футбольну кар'єру розпочав 2018 року в основній команді того ж клубу, підписавши свій перший професійний контракт у віці 15 років. Провів у команді два сезони, взявши участь у 5 матчах чемпіонату.
До складу клубу «Боруссія» (Менхенгладбах) приєднався 2021 року.

## Виступи за збірні
2017 року дебютував у складі юнацької збірної США (U-15), загалом на юнацькому рівні взяв участь у 24 іграх, відзначившись 2 забитими голами.
2022 року дебютував в офіційних матчах у складі національної збірної США, зігравши у товариському матчі з Марокко.
У складі збірної був учасником чемпіонату світу 2022 року у Катарі.

## Титули і досягнення
- Переможець Ліги націй КОНКАКАФ: 2023